# Bram Van Camp
Bram Van Camp (Antwerpen, 4 juni 1980) is een Belgisch componist. 

## Levensloop
Van Camp studeerde in de compositieklas van Wim Henderickx aan het Conservatorium van Antwerpen, waar hij in 2003 het diploma Meester in Muziek behaalde voor compositie, muziekanalyse, contrapunt en fuga. Datzelfde jaar behaalde hij ook het diploma Meester in Muziek voor viool en kreeg hij de Finaliteit Kamermuziek.
Bram Van Camp studeerde verder aan het Conservatorium van Amsterdam in de klas van Theo Loevendie. In 2004 behaalde hij het diploma 'Bachelor of Music' voor Compositie met grootste onderscheiding.
Hij schreef muziek in opdracht van het Festival van Vlaanderen, deSingel en Ars Musica, het HERMESensemble, het NotaBene Ensemble, het Syrinx Ensemble en het Kandinsky Strijkkwartet. Als componist werkte hij samen met verschillende ensembles, waaronder de Beethoven Academie en I Solisti del Vento. In 2007 werd zijn eerste symfonie (Tetrahedron) gecreëerd door en in opdracht van deFilharmonie.
In zijn muziek streeft Bram Van Camp naar een stijl met een intuïtief vertrekpunt waarin elke noot toch verklaard kan worden binnen een consequent (eigen) systeem. Hij houdt steeds een muzikaal, organisch klinkend resultaat voor ogen. Op die manier blijft zijn compositiesysteem geen doel op zich, maar wordt het aangewend als middel tot een natuurlijk klinkende essentie: de eigenlijke organische muziek. Het componeren is voor hem een zoektocht waarin hij telkens zijn stijl probeert te vernieuwen ten opzichte van zijn voorgaande composities. Op filosofisch vlak is er dus een duidelijke gelijkenis met György Ligeti. Zijn stilistische muzikale roots liggen oorspronkelijk bij Béla Bartók, Igor Stravinski en Alban Berg.
Door zijn voorliefde voor natuurlijke, organische muzikale vrijheid, zijn er in zijn muziek ook invloeden te horen vanuit de jazz.
Bram Van Camp is professor compositie aan het Koninklijk Conservatorium van Antwerpen en aan de Academie van Merksem. Daarnaast is hij initiatiefnemer van The Times, het forum voor jonge componisten verbonden aan het HERMESensemble, waar hij jaarlijks fungeert als coach.

## Prijzen
- 1999 - KBC Aquarius Prijs voor Compositie met Rapsodie voor viool en orkest (1999)
- 2002 - BAP-prijs van SABAM (Belgische Artistieke Promotie) met Trio voor klarinet, altviool en piano (2000)
- 2006 - Laureaat "Call for Scores" ISCM Vlaanderen met Strijkkwartet (2004)
- 2007 - Jeugd en Muziek Prijs Compositie
- 2020 - Componist van het jaar

## Werken
- Rapsodie voor viool en orkest (1999)
- Trio voor klarinet, altviool en piano (2000)
- Vers 4 voor mezzosopraan en 8 instrumenten (2001)
- Ricercare voor klarinet en piano (2001)
- Ricercare voor klarinet, baritonsax en piano (2001)
- Etude voor viool solo (2002)
- Sonate voor viool en piano (2003)
- 273" - Tweehonderddrieënzeventig seconden voor 21 instrumenten (2003)
- Strata voor 2 violen (en barokviool) (2004)
- Hidden Facts voor blaaskwintet (2004)
- Strijkkwartet (2004)
- Piano Piece nr. 1 (2005)
- Tetrahedron voor orkest (2006-2007)
- Concerto voor viool en ensemble (2008)
- Capriccio voor hobo solo (2009)
- Music voor 3 instrumenten (2010)
- Drie Liederen voor mezzosopraan en ensemble (2010)
- Drie Liederen voor mezzosopraan en piano (2010)